# Comunità montana della Valtellina di Morbegno
La Comunità montana della Valtellina di Morbegno si trova in Provincia di Sondrio.

## Geografia fisica

### Territorio
Il suo territorio è formato dalla zona della bassa Valtellina che si estende dal Trivio di Fuentes fino ai comuni di Buglio in Monte e di Forcola. Comprende una popolazione di circa 45 380 abitanti. La sua sede è nella città di Morbegno, che è pure il capoluogo.
La comunità è costituita da 25 comuni:
- Albaredo per San Marco
- Andalo Valtellino
- Ardenno
- Bema
- Buglio in Monte
- Cercino
- Cino
- Civo
- Cosio Valtellino
- Dazio
- Delebio
- Dubino
- Forcola
- Gerola Alta
- Mantello
- Mello
- Morbegno
- Pedesina
- Piantedo
- Rasura
- Rogolo
- Talamona
- Tartano
- Traona
- Val Masino

## Presidente e Giunta Esecutiva

### Presidente
- Maurizio Papini - Presidente della Comunità Montana

### Assessori
- Pietro Taeggi - Vicepresidente
- Basilio Lipari - Assessore
- Bruna Perlini - Assessore
- Alessandro Cian - Assessore

### Consiglieri Delegati
- Barbara Marchetti